# Église Notre-Dame-de-l'Assomption de Gimont
L'église Notre-Dame-de-l'Assomption de Gimont est une église catholique située à Gimont, dans le département français du Gers en France.

## Présentation
La construction de l'église est prévue dans un accord entre les consuls de la ville et le syndic de l'abbaye de Planselve en 1292. Sur la façade a été gravée la date de 1331. 
L'église est inscrite à l'inventaire des monuments historiques depuis 1939. 

## Description

### Extérieur

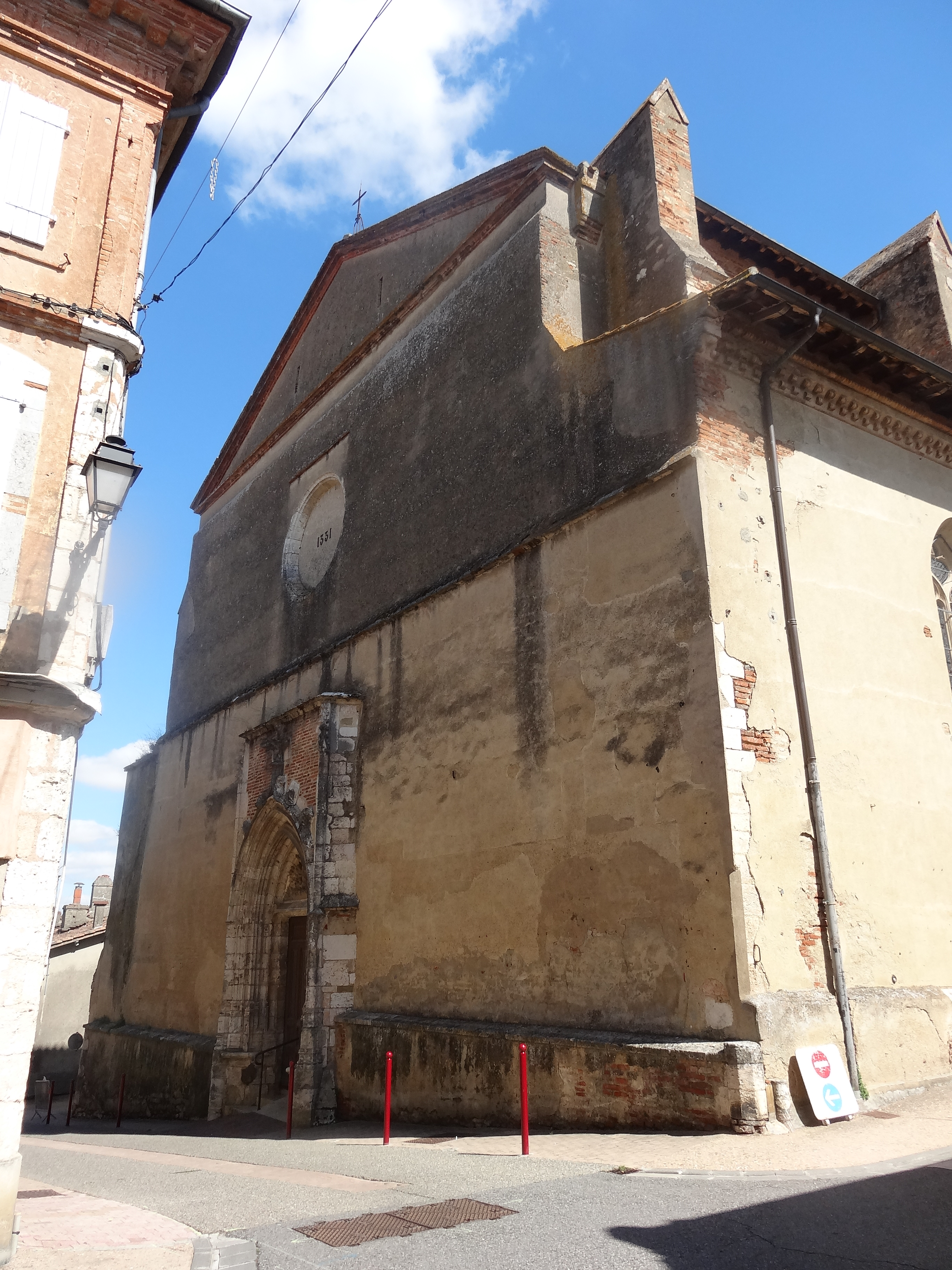
La façade ouest avec le portail.

L'église de style gothique méridional a été construite au XIVe siècle en brique. Le bâtiment présente une structure massive caractéristique des églises gothiques méridionales. L'influence toulousaine se fait sentir par l'emploi massif et presque exclusif de la brique dans la construction. 
Le clocher octogonal de type toulousain fut terminé tardivement : XVIe et XVIIe siècles. Le clocher a été élevé à l'emplacement de la troisième chapelle de la nef, côté nord. Il est du même type que ceux de Saint-Sernin et des Jacobins.
Portail occidental
Sur le tympan est représentée l'Assomption de Marie.

### Intérieur
L'église est une vaste nef unique de belles proportions : 16 mètres de largeur, 30 mètres de longueur et 18 mètres de hauteur. La nef est voûtée d'ogives de plan barlong. Elle comporte quatre travées et se termine par une abside à sept pans. Les voûtes sont tenues par des contreforts. 
Des chapelles sont placées entre les contreforts. L'église renferme un intéressant mobilier : un maître-autel en marbre de Caunes-Minervois et en boi
s doré du XVIIIe siècle dans le chœur ; des édicules de style Renaissance en pierre contre les piliers de l'abside ; un triptyque placé dans la première chapelle à gauche en entrant datant du XVIe siècle et provenant de l'ancienne abbaye de Planselve ; de belles orgues du XVIIIe siècle.

### La tour
La tour culmine à 35 mètres. En haut de son clocher, on y retrouve quatre cloches. 
Il y a 104 marches pour monter en haut de la tour.

#### Lanef

##### L'orgue

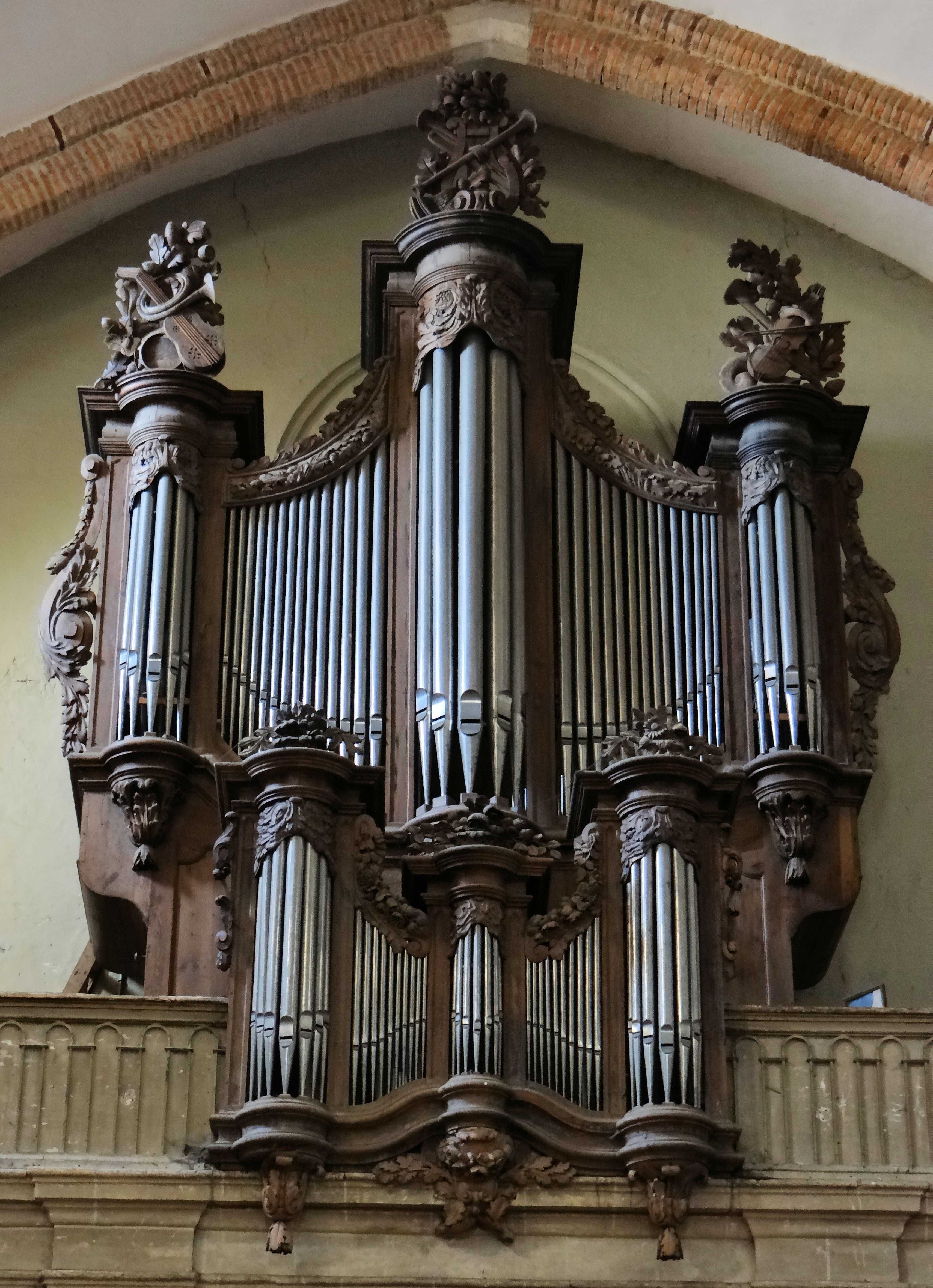
L'orgue.

L'orgue a été construit par Godefroy Schmidt en 1772, modifié par Jean-Dominique Jeandel de Dax en 1837 puis par Biver en 1851; transformé par Jules Magen d'Agen en 1868, puis restauré en 1984 par Robert Chauvin.
Le buffet est de style Louis XV.
La partie instrumentale de l'orgue est classée au titre objet des monuments historiques depuis 1975,.

##### Chapelle du monument aux morts
Mémorial de la Première et Deuxième Guerres mondiales.
Les noms sont inscrits sur des plaques en marbre noir.

##### Chapelle de lacrucifixion de Jésus

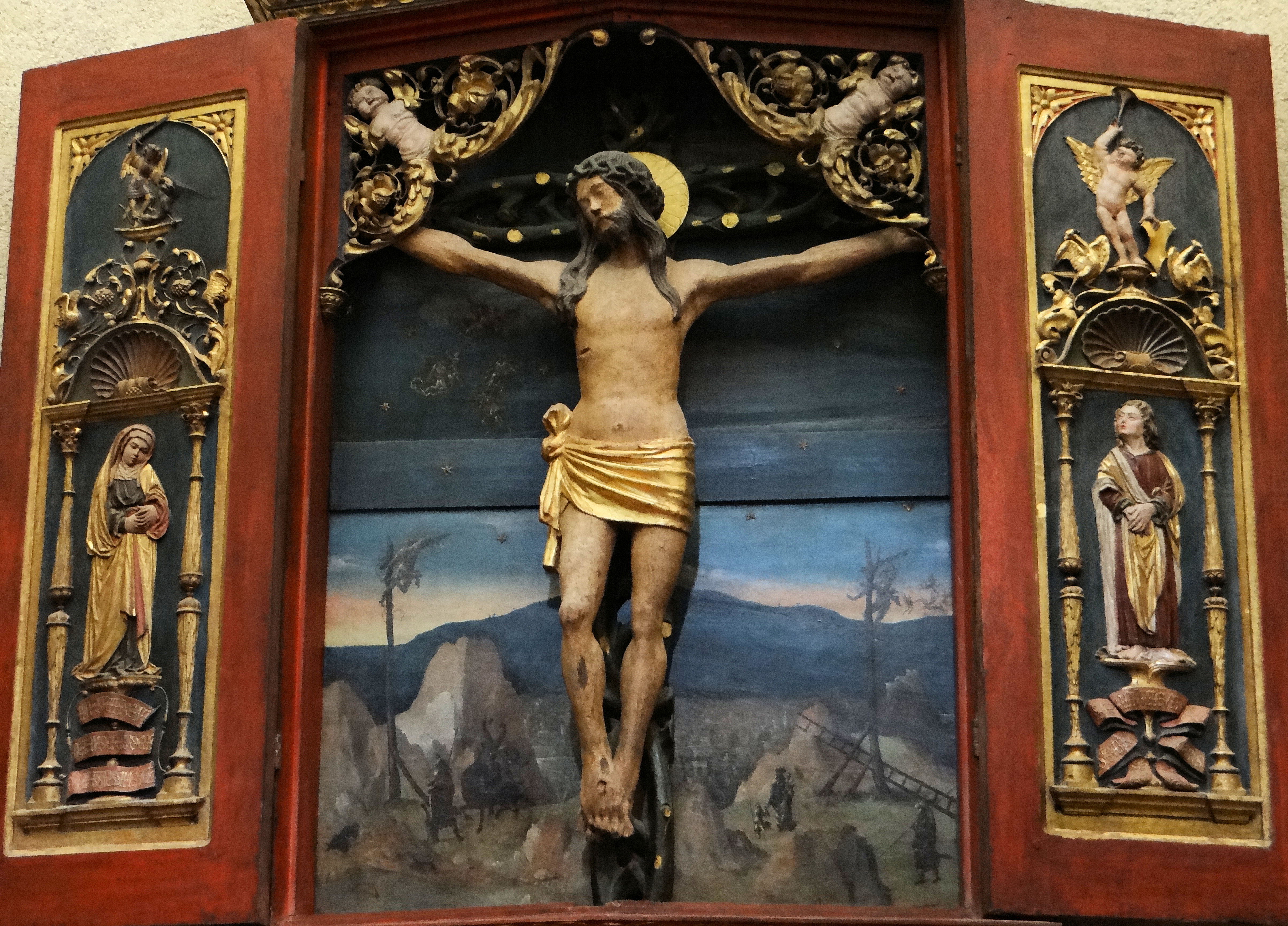
Retable triptyque représente la crucifixion de Jésus.

Le retable triptyque représente la crucifixion de Jésus, avec à gauche la Vierge Marie et à droite saint Jean l'évangéliste.
Au sommet du retable est placée une ancienne statuette de la Vierge à l'Enfant.
La croix de bois qui était rapportée, a disparu.
Sur le sol sont placées quatre statues (de gauche à droite) : sainte Germaine de Pibrac, saint Antoine abbé, saint Roch et saint Joseph.

##### Chapelle de laVierge è l'Enfant
L'autel et le tabernacle sont en marbre blanc et rose.

#### Lechœur

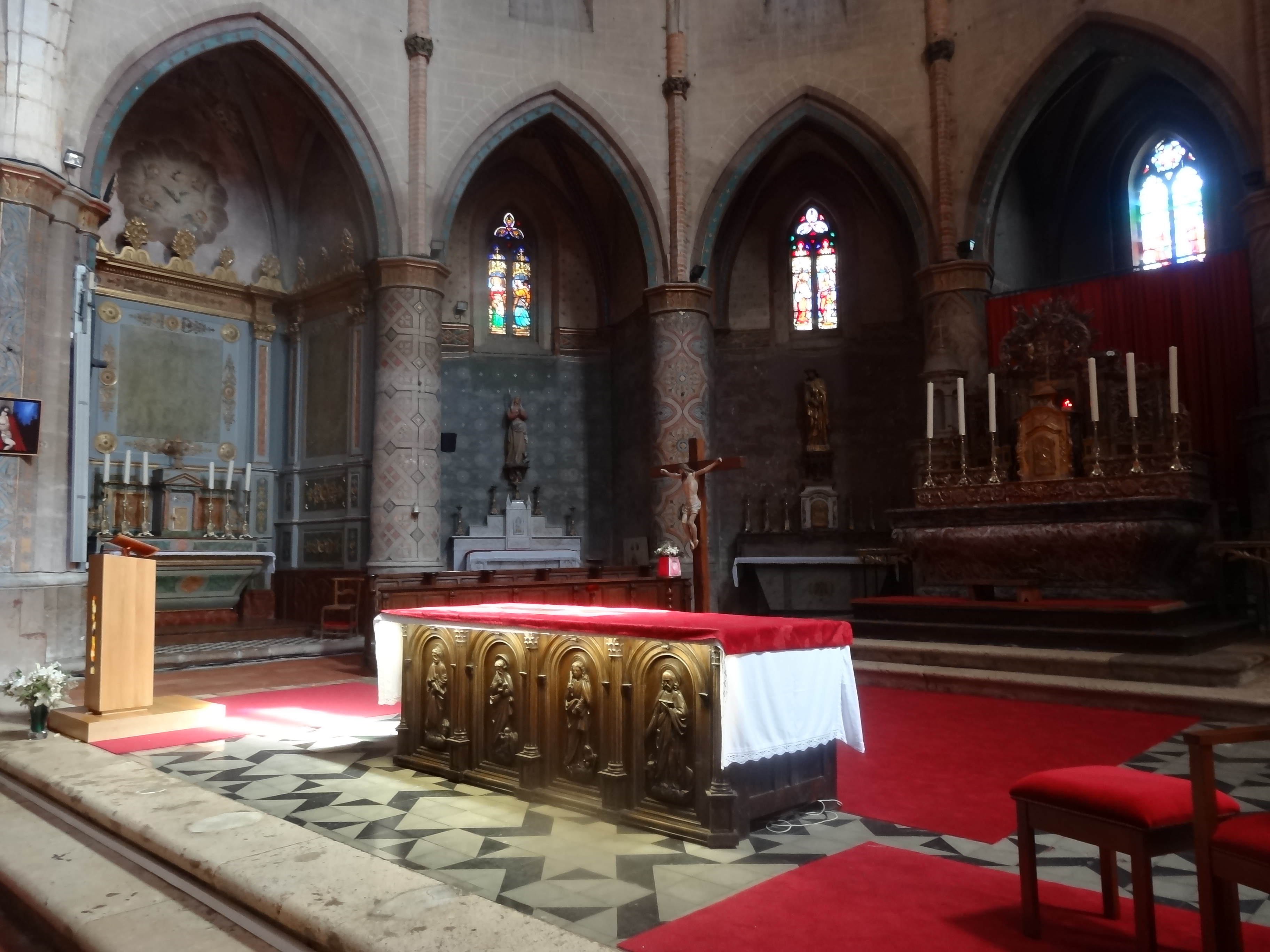
Le chœur.

L'ancien maître autel, en bois sculpté peint à l'imitation du marbre, était utilisé avant le Concile Vatican II.
Le tabernacle à ailes est en bois sculpté et doré.
Le nouveau maître autel (utilisé après le concile Vatican II) est en bois sculpté ; sur la façade sont représentés les quatre évangélistes.

### Mobilier
Plusieurs objets (tableaux, statues) sont référencés dans la base Palissy (voir les notices liées).

## Galerie

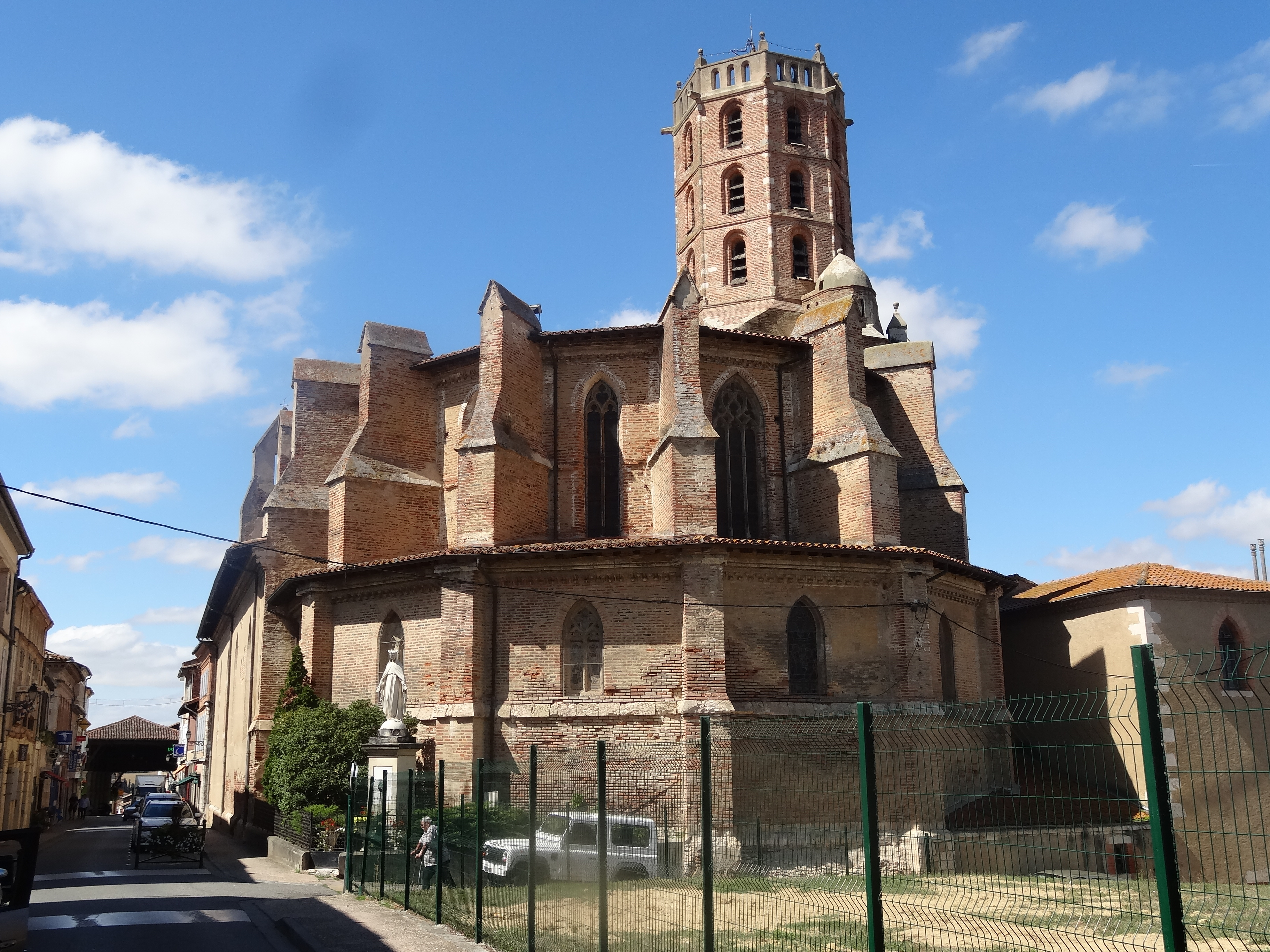
Autre vue extérieure de l'église.
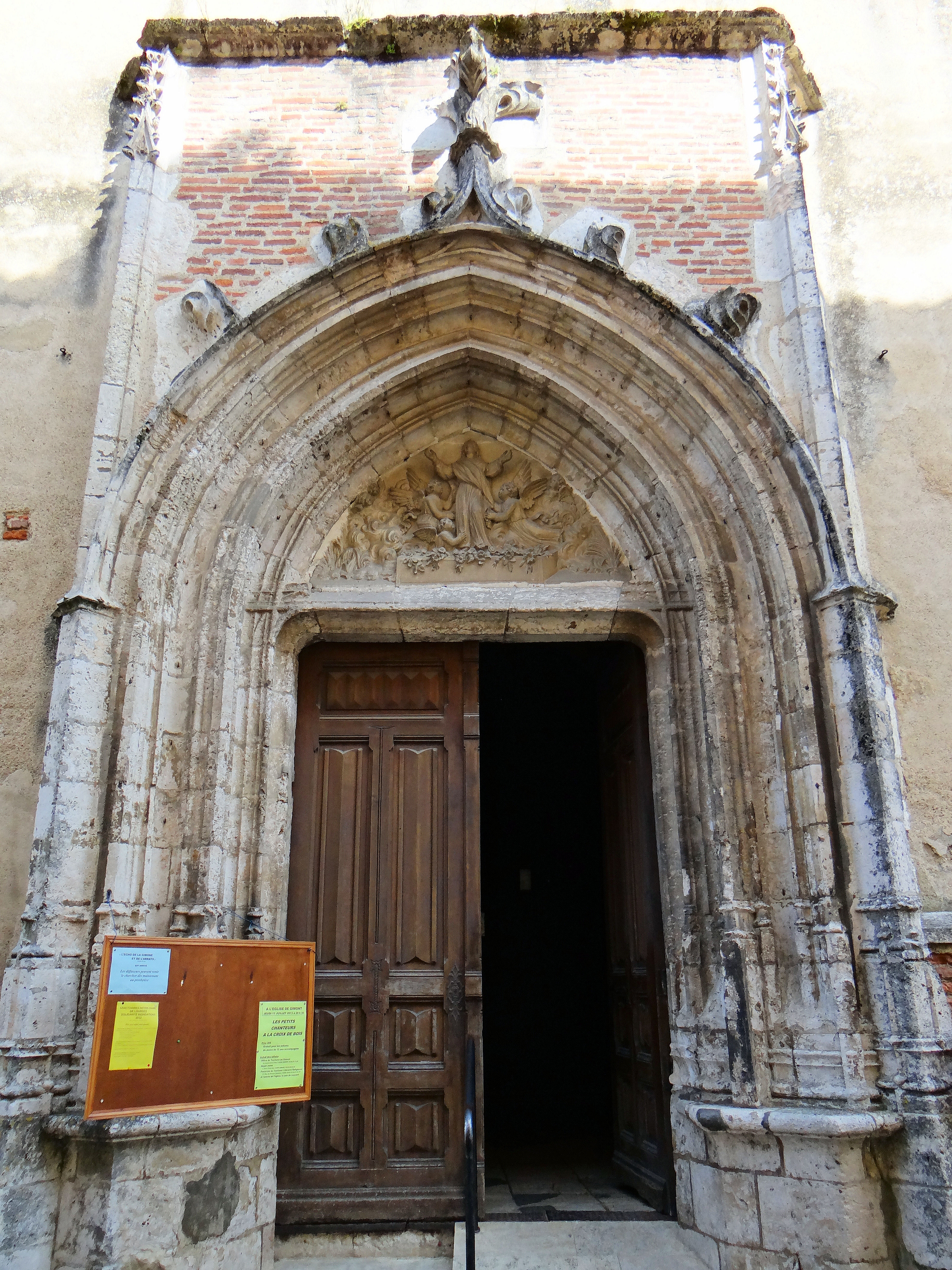
Le portail occidental.
Photographie panoramique.
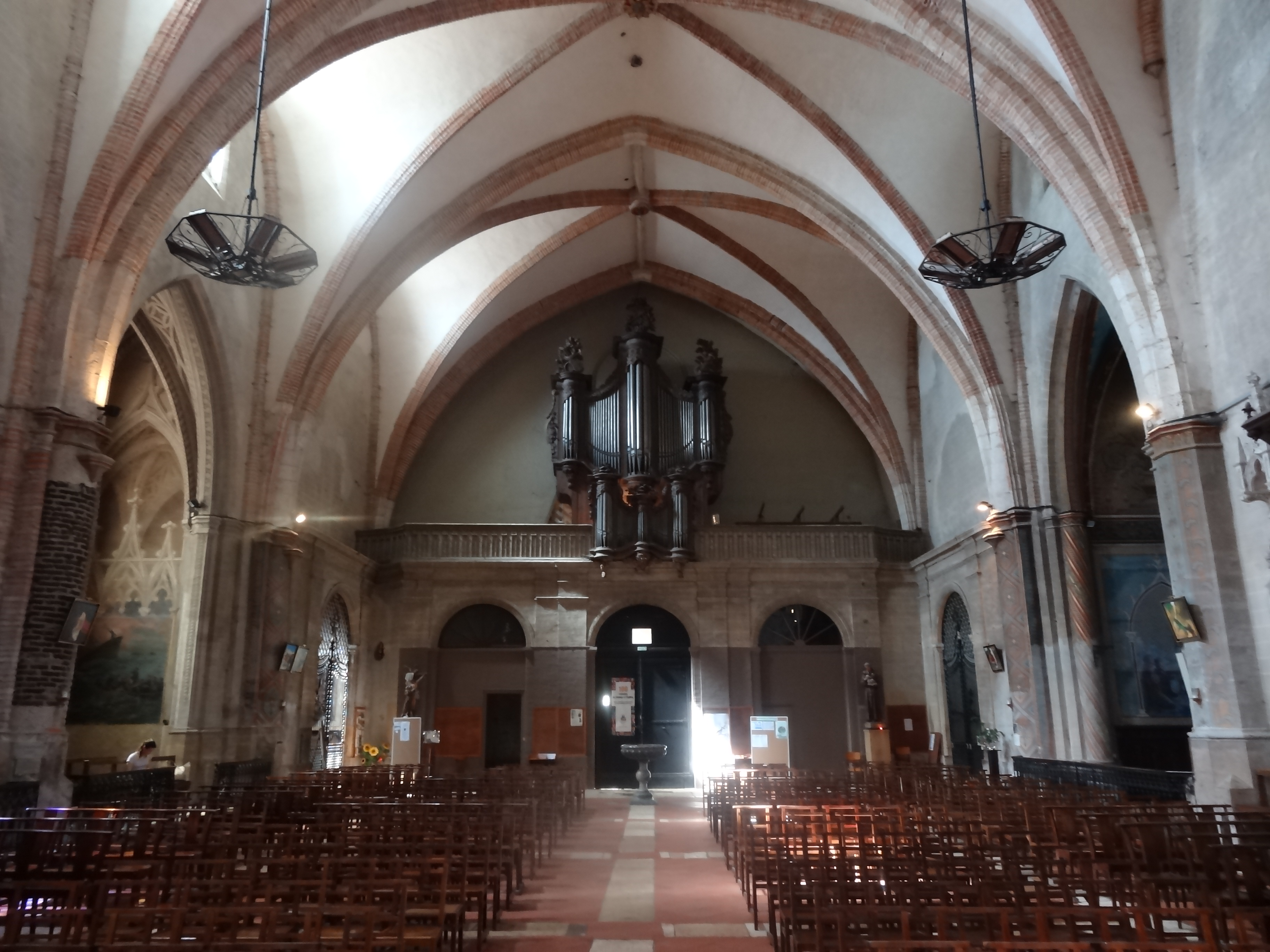
La nef.
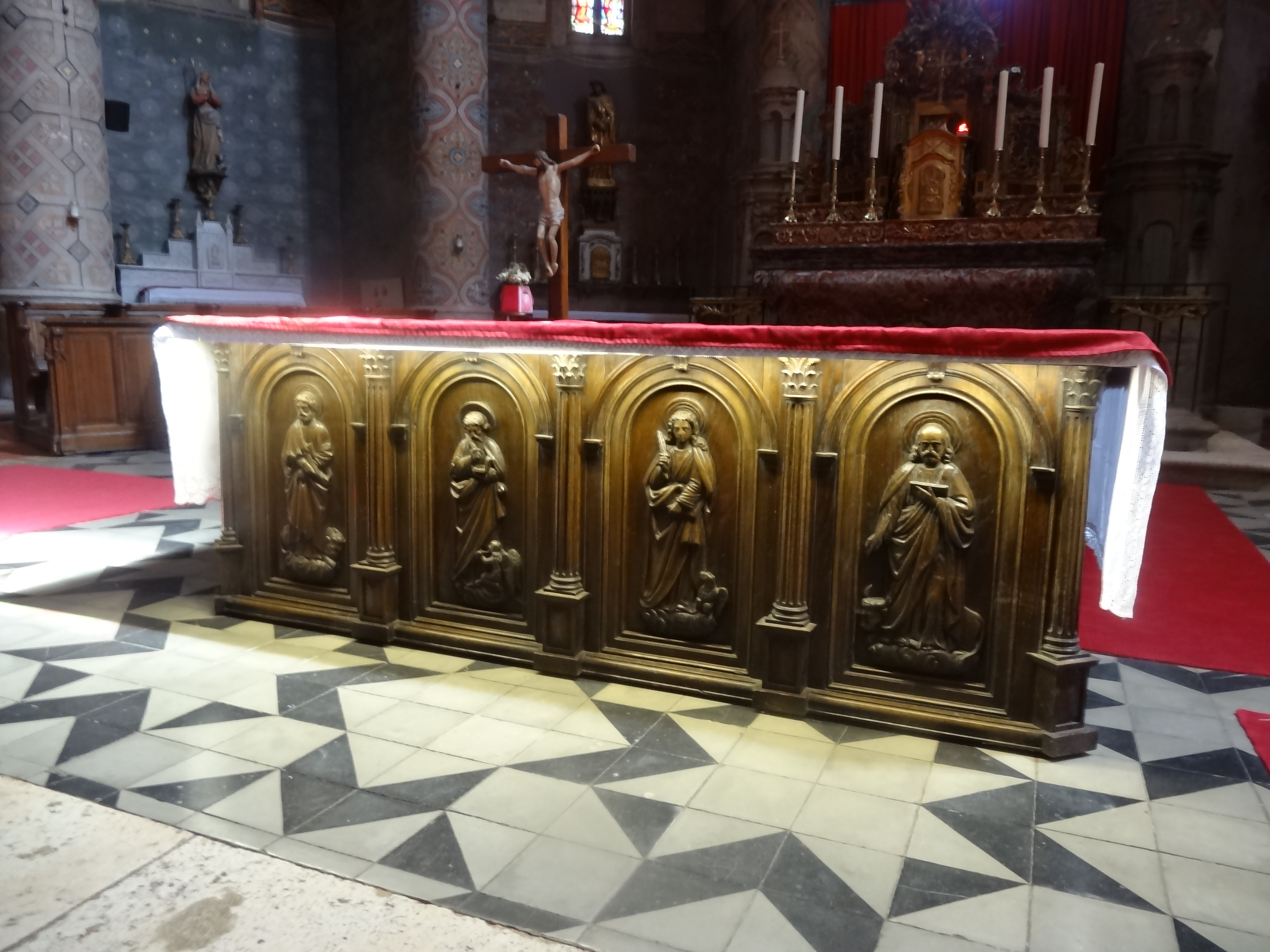
Le maître-autel.
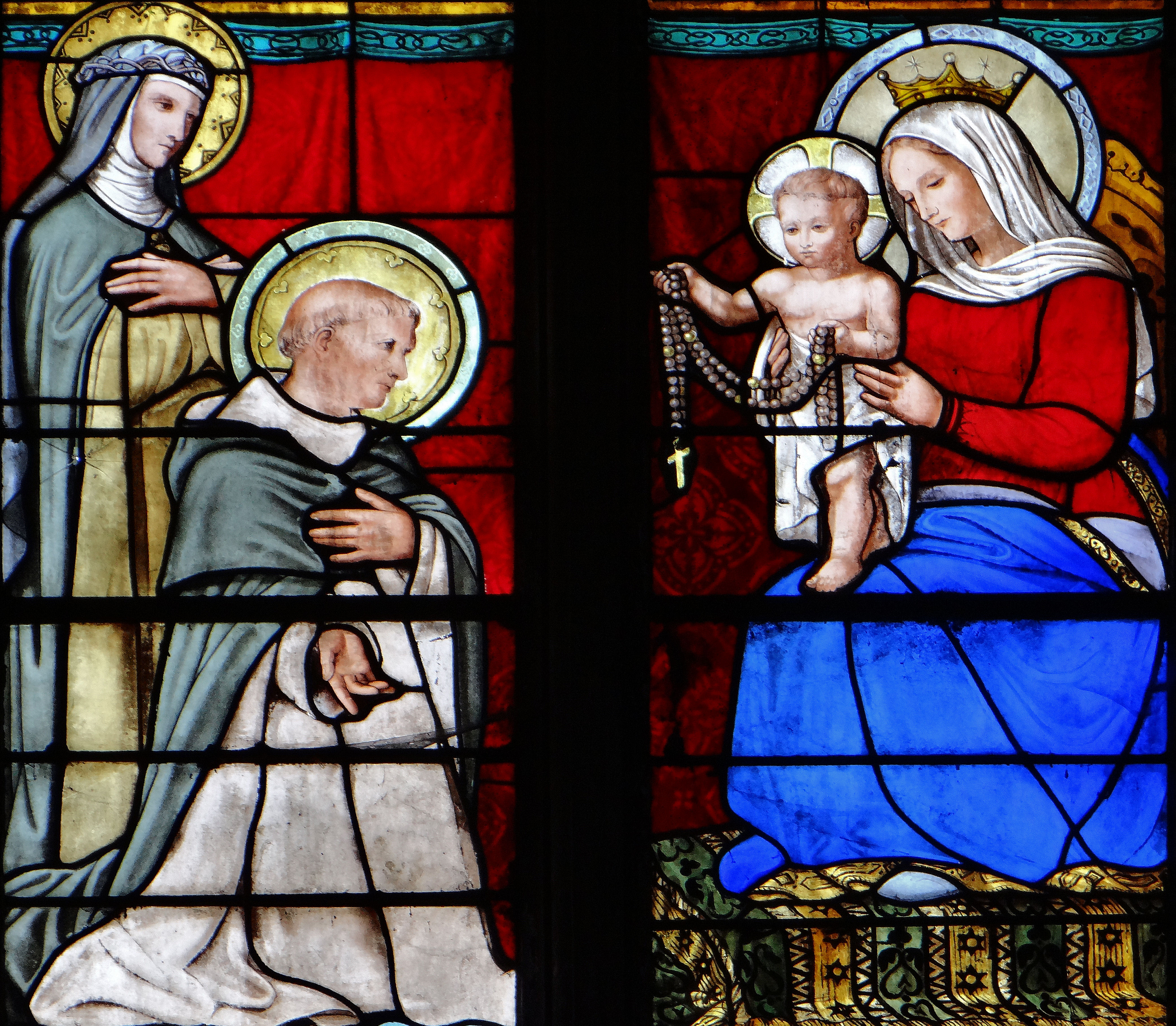
La scène d'un des vitraux représente la remise du rosaire à saint Dominique (avec à ces côtés sainte Catherine de Sienne) par l'Enfant Jésus de Notre-Dame du Rosaire.
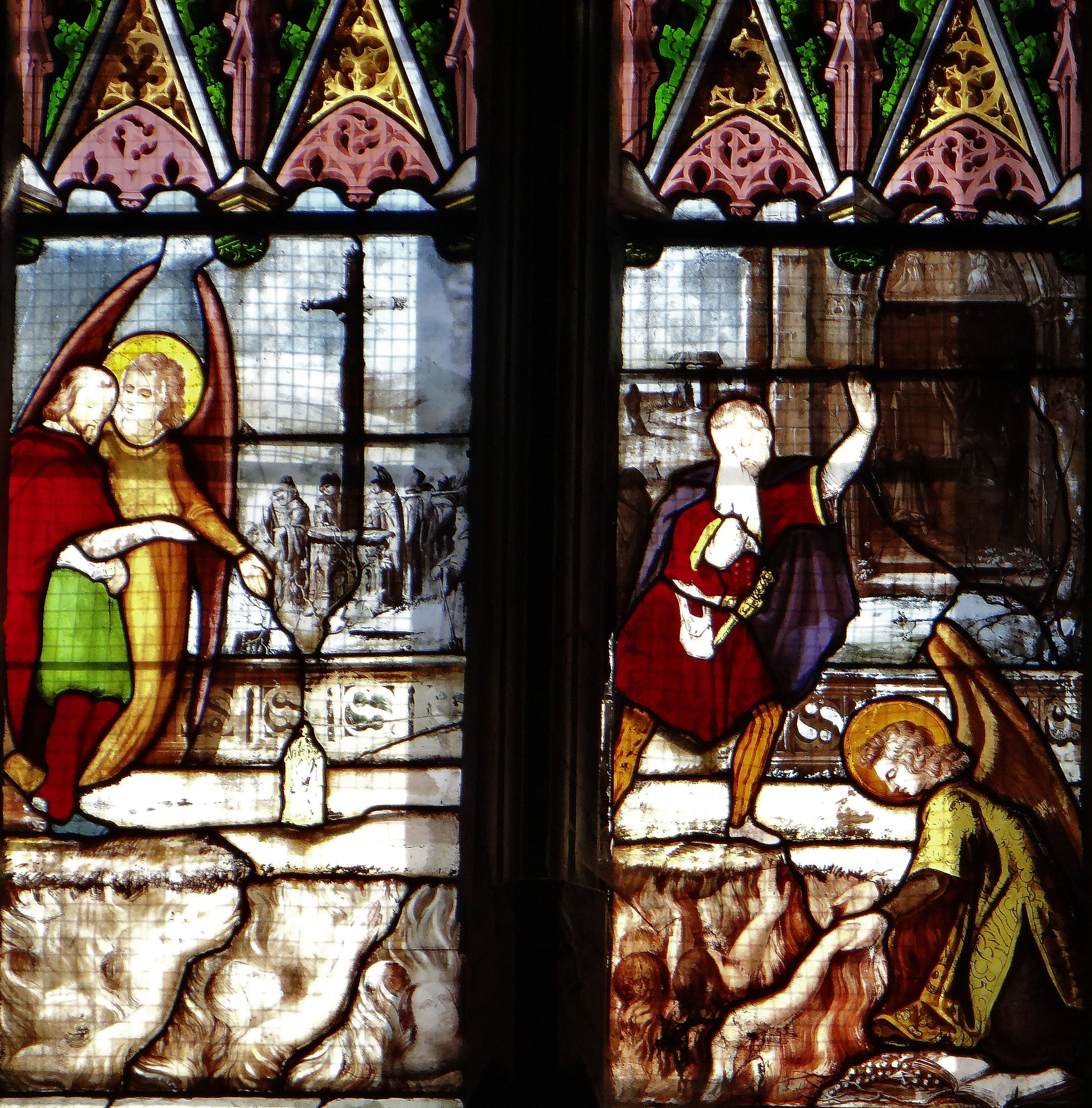
Autre scène d'un des vitraux.
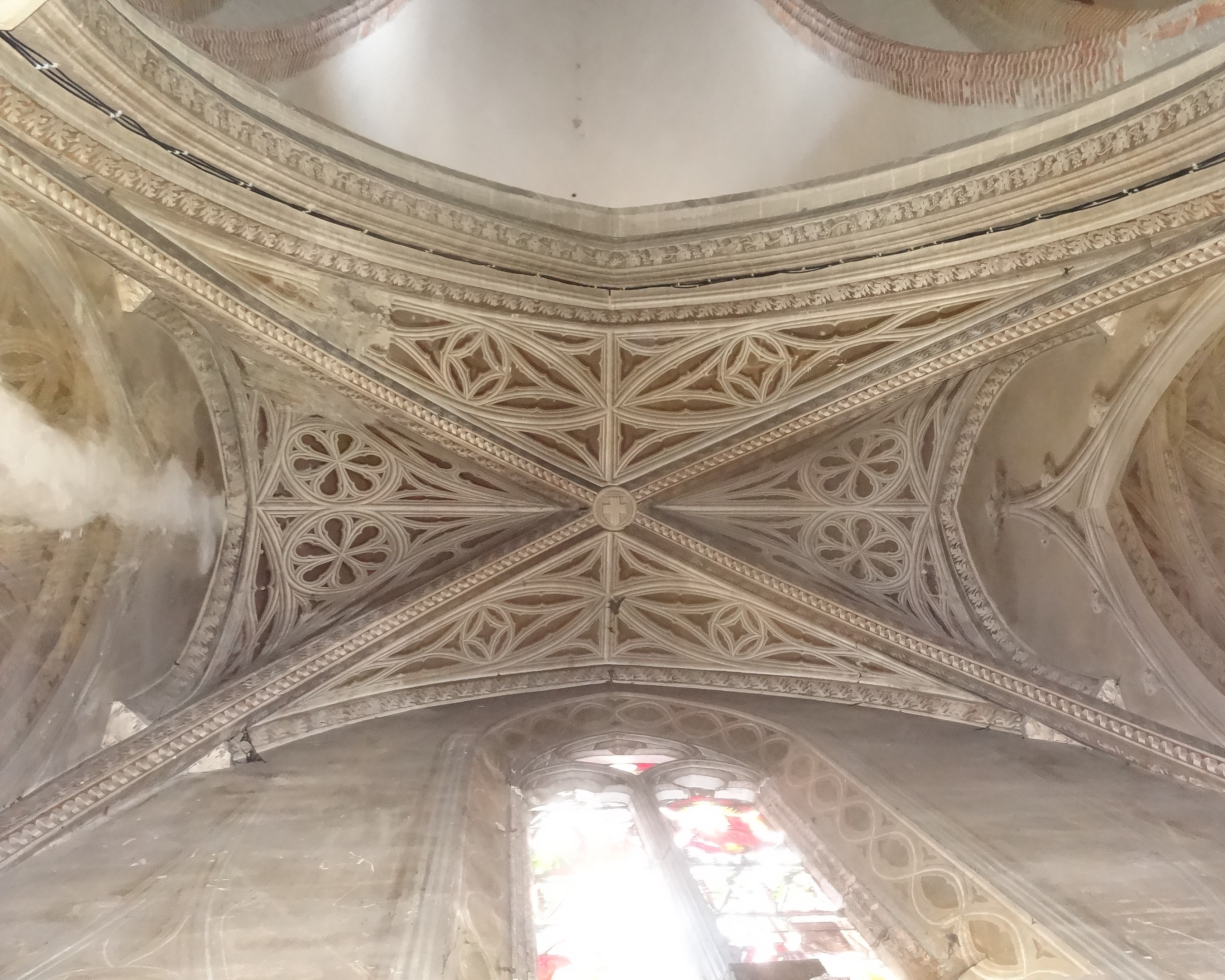
Détails architecturaux.